# Glorieta de Embajadores
La glorieta de Embajadores es una plaza en el barrio del mismo nombre, del distrito de Arganzuela de Madrid. Confluyen en ella Las Rondas de Valencia y la de Toledo, la calle de Embajadores, el paseo de las Acacias y la calle de Miguel Servet. Sirve de marco a edificios e instituciones como el Casino de la Reina (en cuyo perímetro estuvo la Facultad de Veterinaria, luego sede del Instituto de Bachillerato Cervantes) y la antigua fábrica de Tabacos. La plaza toma su nombre del portillo de Embajadores desaparecido en 1868, cuando se derriba la Cerca de Felipe IV. La Línea 3 del Metro de Madrid tiene en ella su estación de Embajadores.

## Historia
Su nombre procede de un acontecimiento acaecido en el siglo XV, bajo el reinado de Enrique IV. Madrid ya tenía aires de  capital, aunque tuvo que esperar más de un siglo para confirmar esa capitalidad en 1561. Debido a esto, había representaciones diplomáticas de Túnez, Navarra, Aragón y Francia. Por este tiempo se produjo una gran peste en la villa que fue tan fuerte que obligó a las embajadas a desplazarse hasta las afueras de la ciudad, a lo que hoy es la glorieta de Embajadores.
Informa el cronista Pedro de Répide que antes de derribarse el portillo de la cerca de Felipe IV y procederse a rellenar el barranco que allí servía de defensa, se encontraba en este paraje un poblado denominado La Llorosa, Cuenta también que en el primer cuarto del siglo xix existía un soberbio almez rodeado de un banco circular, similar a los que en otros lugares de España se usaron como dosel vegetal bajo el que se impartía justicia. Mejor documentada está la Casa de Baños que en sucesivas instalaciones tuvo número en la glorieta. La más antigua se levantó entre 1920 y 1930. Fue cerrada en 1989 y su reforma se extendió hasta 1991, esfuerzo en vano pues el edificio fue totalmente demolido en 2001 para construir la nueva Casa de Baños de la Glorieta de Embajadores, de tres plantas y ático, con una superficie de 1.070 metros cuadrados.

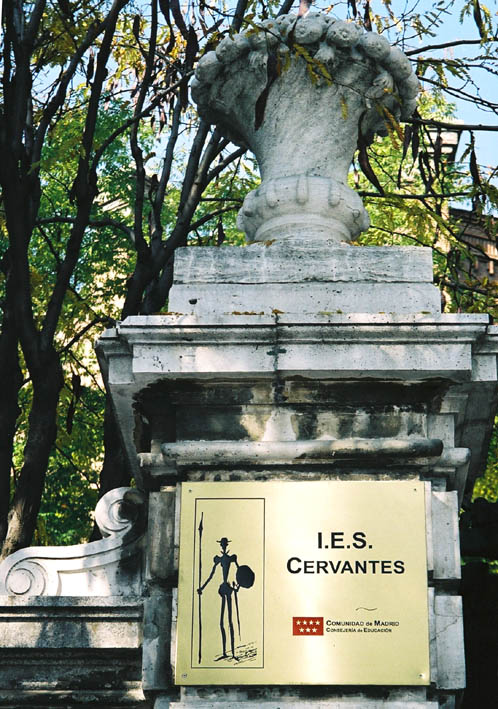
Jarrón de la verja del Casino de la Reina, en cuyo perímetro estuvo la Facultad de Veterinaria, luego sede del instituto de Bachillerato Cervantes

Recién estallada la guerra civil española, el 9 de agosto de 1936 se abrió el primer tramo de la línea 3 entre las estaciones de Sol y Embajadores.  De 2003 a 2006 se llevó a cabo una reforma integral de la línea 3, lo que afectó a la estación de Embajadores, que ha ampliado sus andenes 30 metros, con una reforma considerable del vestíbulo de acceso a los servicios de Metro y Cercanías situado bajo la Glorieta de Embajadores, la instalación de ascensores y un nuevo acceso, en forma de templete, en la glorieta. 
También se abrió en esta glorieta el primer establecimiento de los almacenes SIMAGO, en febrero de 1960.